# Onitis perturbator
Onitis perturbator är en skalbaggsart som beskrevs av Louis Albert Péringuey 1901. Onitis perturbator ingår i släktet Onitis och familjen bladhorningar. Inga underarter finns listade i Catalogue of Life.